# Twyning
Twyning est une paroisse civile et un village du Gloucestershire, en Angleterre.